# Buczynowa Strażnica
Buczynowa Strażnica (niem. Buchentalwarte, słow. Bučinová strážnica, węg. Bükk-völgyi-őrtorony, 2242 m) – turnia w długiej, północno-wschodniej grani Koziego Wierchu zwanej Kozim Murem. Znajduje się w pobliżu Przełączki nad Dolinką Buczynową, która oddziela ją od sąsiadujących z nią Czarnych Ścian. W Buczynowej Strażnicy długa wschodnia grań Świnicy skręca na północ, w południowo-wschodnim natomiast kierunku Buczynowa Strażnica tworzy krótki grzbiet opadający do Doliny Pięciu Stawów Polskich. Grzbiet ten tworzy południowo-zachodnie zbocza Dolinki Buczynowej. Opada do niej urwistą ścianą o wysokości około 400 m. Ścianę przecina głęboki Komin Pokutników, w niektórych jego miejscach występują przewieszki. Północno-zachodnie stoki Buczynowej Strażnicy opadają do Dolinki Koziej.
Zboczem poniżej turni przebiega szlak turystyczny Orlej Perci.

## Szlaki turystyczne
(Orla Perć) przebiegający granią główną z Zawratu przez Kozi Wierch, Granaty i Buczynowe Turnie na Krzyżne (część Zawrat – Kozi Wierch jest jednokierunkowa). Czas przejścia z Zawratu na Krzyżne: 6:40 h.